# Oenopota okudai
Oenopota okudai is een slakkensoort uit de familie van de Mangeliidae. De wetenschappelijke naam van de soort is voor het eerst geldig gepubliceerd in 1958 door Habe.